# Dizadż Naghale
Dizadż Naghale (pers. ديزج نقاله) – wieś w Iranie, w ostanie Azerbejdżan Zachodni. W 2006 roku  liczyła 22 mieszkańców w 6 rodzinach.